# Ficus trigonata
Ficus trigonata là một loài thực vật thuộc họ Moraceae. Loài này có ở México và vùng Caribe, qua Trung Mỹ tới phía bắc Nam Mỹ.